# نهیال (یمن)
 نهیال  نام روستایی است در عزلهٔ (هیجان)، در ناحیهٔ (بَربّط)، از توابع استان تَعِز در کشور یمن در شبه جزیره عربستان است. 
جمعیت آن ۴۰۶ نفر (۱۱ خانوار) می‌باشد.